# El guía de las turistas
El guía de las turistas es una película de comedia mexicana de 1976 escrita y dirigida por Gilberto Martínez Solares, y protagonizada por Gaspar Henaine «Capulina», Virma González, Alicia Encinas y Mónica Prado. Ésta fue la última parte de una trilogía de películas filmadas en Acapulco, precedida por Buenos días, Acapulco (1964), de Viruta y Capulina junto a Silvia Fournier y El rey de Acapalco (1972), de Capulina, Jacqueline Voltaire y Lina Marín.

## Argumento
Un grupo de hermosas turistas es defraudado por su compañía de turismo que las deja a la deriva y sin dinero. Capulina al saber del problema decide ponerse al frente de la gira por Acapulco como guía turístico junto a su amiga Violeta (Virma González) y supuestamente su clienta, Zoila Reyna (Alicia Encinas).

## Reparto
- Gaspar Henaine como Capulina
- Virma González como Violeta
- Alicia Encinas como Zoila Reyna
- Freddy Fernández "El Pichi" como Pablo
- Pedro Weber "Chatanuga" como Pedro
- Mónica Prado como Mónica
- Veronika Con K. como Verónica
- Yayoi Okawa como Yayoi
- Christa Walter como Christa
- Ana di Pardo como Ana
- Maria Eugenia Negrete como Empleada gruñona
- Enrique Pontón como Don Pompeyo
- Jorge Casanova como Patrón de Capulina
- Víctor Jordán como Policía
- Marcelo Villamil como Padre de Zoila
- Ricardo Adalid como Representante
- Amado Urban
- Ernesto Juárez
- Felipe Cueto como Sr. Gómez
- Vicente Marino
- Salvador Villanueva
- Antonio Henaine
- Gaspar Helú
- José Alcalde como Juez (no acreditado)
- Alfonso Carti como Policía (no acreditado)
- Blanca Lidia Muñoz como Puestera (no acreditada)
- Óscar Saro como El barbas (no acreditado)
- Guillermo Segura como Mesero (no acreditado)